# Лунная ночь на Днепре
«Лу́нная ночь на Днепре́» — пейзаж русского художника Архипа Куинджи (1842—1910), написанный в 1880 году. Хранится в Государственном Русском музее в Санкт-Петербурге (инв. Ж-4191). Размер — 105 × 146 см (по другим данным, 105 × 144 см). На картине изображена широкая река — Днепр — в летнюю лунную ночь. Зеленоватая лента реки, в которой отражается лунный свет, пересекает равнину, которая у горизонта сливается с тёмным небом, покрытым рядами лёгких облаков. Это полотно считается самым прославленным произведением Куинджи и рассматривается как крупнейшее творческое достижение художника.
Во время работы над картиной Куинджи приглашал в свою мастерскую друзей и знакомых. Одним из первых, кто увидел новое полотно, был писатель Иван Тургенев, восторженный рассказ которого услышал великий князь Константин Константинович. Заинтересовавшись, великий князь навестил художника в его мастерской (запись об этом событии в его дневнике датирована 14 марта 1880 года). Несмотря на то, что Куинджи всё ещё продолжал работу над полотном, оно до такой степени понравилось Константину Константиновичу, что он тут же купил его за названную художником цену — пять тысяч рублей. Работа над полотном была завершена в сентябре 1880 года. В октябре — ноябре того же года «Лунная ночь на Днепре» экспонировалась в здании Общества поощрения художников, расположенном на Большой Морской улице в Санкт-Петербурге, причём это был первый случай в истории российского искусства, когда на выставке демонстрировалась единственная картина. Экспозиция вызвала огромный интерес: чтобы увидеть полотно, зрителям приходилось подолгу ждать в очереди.
Владелец картины — великий князь Константин Константинович — настолько привязался к ней, что по окончании выставки взял её с собой в длительное морское путешествие, которое он совершал в 1880—1882 годах на фрегате «Герцог Эдинбургский». Пока фрегат находился во Франции, картина в течение десяти дней выставлялась в парижской галерее Зедельмейера, получив хорошие отзывы критиков. За время путешествия полотно серьёзно пострадало: в частности, это было связано с тем, что при его создании использовались краски, содержавшие битум, который темнел под воздействием яркого света и морского воздуха. Впоследствии картина «Лунная ночь на Днепре» хранилась в собрании великого князя Константина Константиновича в Мраморном дворце. После революции в составе этого собрания она перешла в Российскую академию истории материальной культуры, а в 1928 году была передана в Государственный Русский музей.
Художник Иван Крамской писал, что всякий раз, когда он видел куинджиевскую «Ночь на Днепре», он испытывал «наслаждение ночью, фантастическим светом и воздухом». По мнению искусствоведа Фаины Мальцевой, среди всех произведений художника именно этот пейзаж «заслуженно принёс Куинджи полное торжество» — никогда ещё не достигал он «такой поэтической цельности в изображении пейзажа, такой согласованности в соподчинённости всех его элементов».

## История

### Работа над картиной и её продажа
Полотно «Лунная ночь на Днепре» было создано в 1880 году, вскоре после разрыва Архипа Куинджи с Товариществом передвижных художественных выставок (ТПХВ), поводом для которого послужила анонимная статья, содержавшая резкую критику пейзажей Куинджи, — как выяснилось впоследствии, эта статья была написана одним из членов-учредителей организации художников-передвижников Михаилом Клодтом. Куинджи участвовал в выставках ТПХВ в 1874—1879 годах; последней выставкой с его участием стала 7-я, состоявшаяся в 1879 году, на которой он представил получившее широкую известность полотно «Берёзовая роща». На 8-й выставке передвижников, открывшейся в Санкт-Петербурге в марте 1880 года, а в мае переехавшей в Москву, работ Куинджи представлено не было. Отсутствие его произведений было отмечено публикой. В частности, коллекционер и меценат Павел Третьяков в письме к художнику Ивану Крамскому сообщал, что по этому поводу горюют даже те, кто ранее осуждал работы Куинджи.

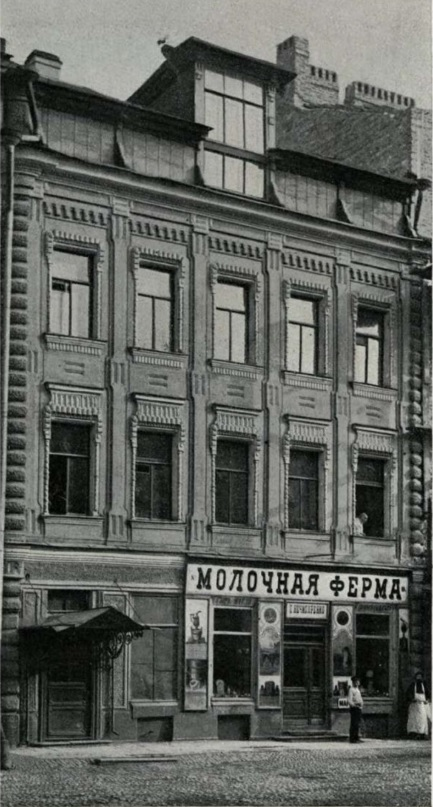
Дом на Малом проспекте Васильевского острова, в котором в 1870-х и 1880-х годах жил и работал А. И. Куинджи

Во время работы над картиной «Лунная ночь на Днепре» Куинджи приглашал в свою мастерскую (расположенную на Малом проспекте Васильевского острова) друзей и знакомых для того, чтобы проверить на них силу воздействия полотна. Ещё до окончания работы мастерскую посетили такие известные люди, как писатель Иван Тургенев, поэт Яков Полонский, химик Дмитрий Менделеев, художники Иван Крамской и Павел Чистяков. Тургенев, приехавший в Россию из Франции и проживший там пять месяцев в первой половине 1880 года, был одним из первых, кто увидел новое полотно Куинджи, и, по свидетельству Якова Полонского, «пришёл [от него] в восторг». Сам же Полонский, задаваясь вопросом, картина ли это или действительность, писал: «В золотой раме или в открытое окно видели мы этот месяц, эти облака, эту тёмную даль, эти „дрожащие огни печальных деревень“ и эти переливы света, это серебристое отражение месяца в струях Днепра, огибающего даль, эту поэтическую, тихую, величавую ночь».
Восторженный рассказ Тургенева о новой картине, над которой работал Куинджи, весной 1880 года услышал великий князь Константин Константинович — это произошло на вечере у графини Анны Комаровской, фрейлины великой княгини Александры Иосифовны. Несмотря на свою молодость (ему в то время шёл 22-й год), Константин Константинович к тому моменту уже успел поучаствовать в русско-турецкой войне, получить чин лейтенанта флота и звание флигель-адъютанта, а также орден Святого Георгия 4-й степени. Согласно его дневнику, «Тургенев рассказывал про последнюю, ещё не совсем оконченную, картину Куинджи; он так художественно её описал, что мне захотелось непременно самому сличить рассказ с оригиналом».

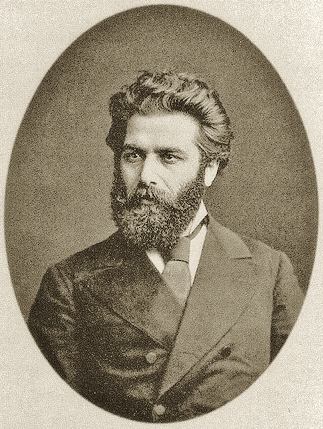
Архип Иванович Куинджи

Заинтересовавшись, Константин Константинович решил навестить Куинджи в его мастерской — было известно, что художник каждое воскресенье на два часа открывал двери для посетителей. До этого Куинджи не был знаком с Константином Константиновичем и не узнал великого князя, который был в форме морского офицера. Тем не менее художник учтиво пригласил посетителя в мастерскую и показал ему свою картину. Константин Константинович в своём дневнике (запись от 14 марта 1880 года) так описывал свои впечатления и ощущения: «Я как бы замер на месте. Я видел перед собой изображение широкой реки; полный месяц освещает её на далёкое расстояние, вёрст на тридцать. Я испытывал такое ощущение, выходя на возвышенный холм, откуда видна величественная река, освещённая луной. Захватывает дух, не можешь оторваться от ослепляющей, волшебной картины, душа тоскует». На вопрос Константина Константиновича о цене художник, всё ещё думая, что перед ним был обычный морской офицер, ответил: «Да зачем вам? Ведь всё равно не купите: она дорогая». Когда посетитель повторил свой вопрос, художник назвал очень большую, фантастическую по тем временам цену — пять тысяч рублей — и с удивлением услышал в ответ: «Хорошо. Оставляю за собой». Только после ухода морского офицера Куинджи узнал, что у него побывал великий князь. Сам же Константин Константинович записал в своём дневнике: «Я сказал Куинджи, что покупаю его дивное произведение; я глубоко полюбил эту картину и мог бы многим для неё пожертвовать. Весь день потом, когда я закрывал глаза, мне виделась эта картина».

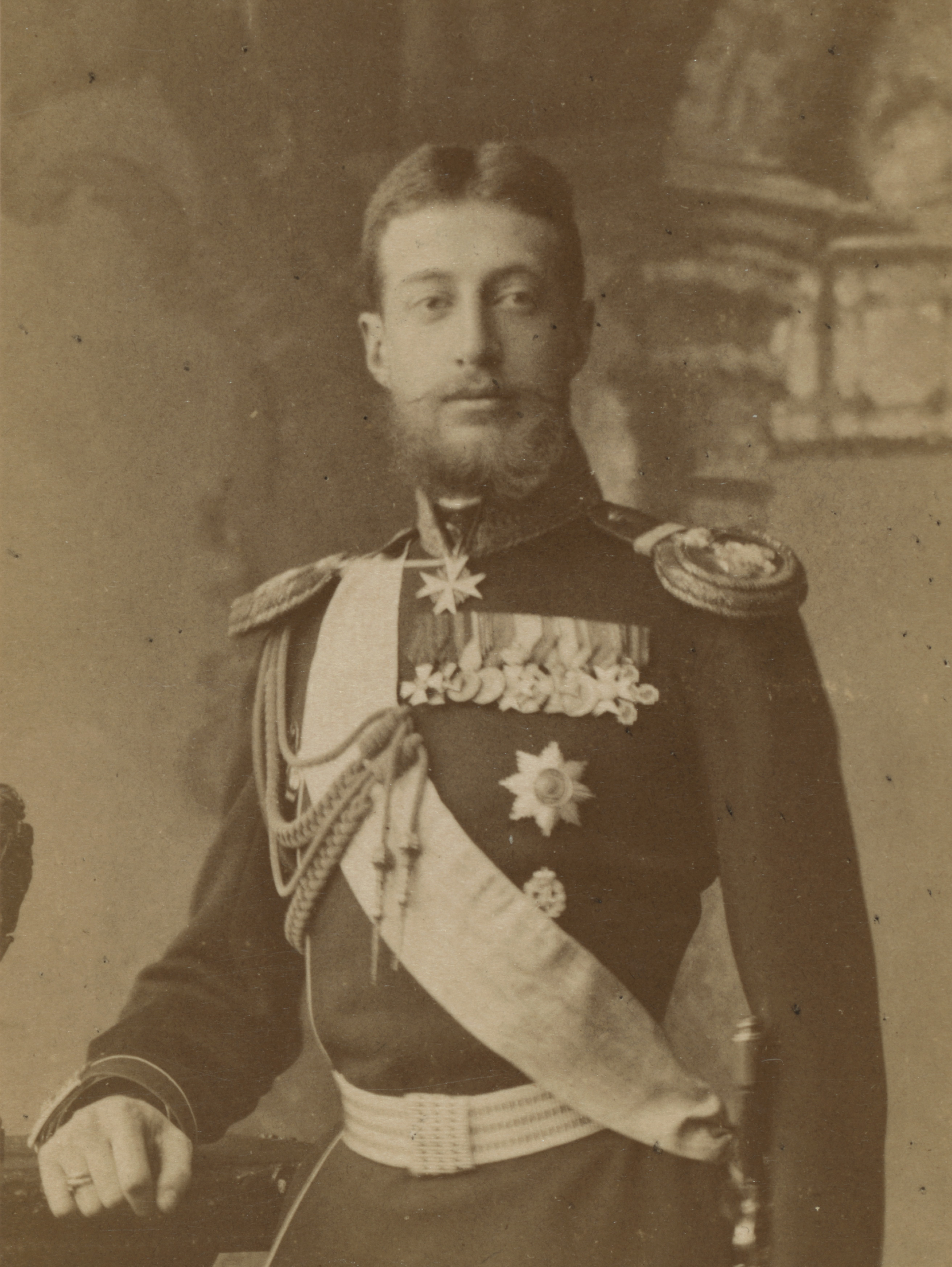
Великий князь Константин Константинович — первый владелец картины

Известно, что к картине «Лунная ночь на Днепре» приценивался предприниматель и коллекционер Козьма Солдатёнков. В письме к художнику Павлу Чистякову от 1 мая 1880 года (видимо, не зная, что полотно уже продано) он просил того высказать откровенное мнение, «стоит ли готовый пейзаж г. Куинджи этой цены — пять тысяч рублей и купить его или лучше испросить его написать повторение берега Днепра». Сам Солдатёнков полагал, что «лучше купить, что есть у художника готовое, нежели заказывать, ибо копия, если и неудачная выйдет, вы всё-таки обязаны её взять». В ответном письме Чистяков не дал прямого ответа на вопрос о покупке картины (возможно, зная, что она уже продана), но при этом сообщил Солдатёнкову о намерении коллекционера Дмитрия Боткина приобрести авторскую копию полотна Куинджи за пять тысяч рублей. По свидетельству художника Игоря Грабаря, впоследствии в собрании Боткина в самом деле была картина Куинджи «Ночь на Днепре».
Высказывались предположения, что изначально картина «Лунная ночь на Днепре» создавалась по заказу Павла Третьякова, а потом, поскольку Третьяков был в отъезде, а Куинджи нуждался в деньгах, он продал её другому покупателю. Искусствовед Владимир Андреев подробно объясняет, в чём, по его мнению, состоит ошибочность подобного домысла. Прежде всего, с точки зрения этики трудно поверить, что картина, уже обещанная такому известному коллекционеру, как Третьяков, могла быть продана не ему. Из разговора Куинджи и великого князя Константина Константиновича следует, что картина была выставлена на продажу, то есть она была написана не по заказу. Кроме этого, о возможной договорённости между художником и коллекционером нет ни слова ни в посвящённой Павлу Третьякову монографии Александры Боткиной, ни в подробной переписке между Павлом Третьяковым и Иваном Крамским, в которой обсуждаются другие картины Куинджи. Возможно, путаница могла возникнуть из-за того, что у самого́ Крамского (который в то время нуждался в деньгах) была датированная тем же годом картина «Лунная ночь», которую он продал другому Третьякову — Сергею Михайловичу.
Картина «Лунная ночь на Днепре», уже приобретённая великим князем, оставалась в мастерской Куинджи — художник завершал работу над ней и готовил её к выставке, которая должна была состояться осенью 1880 года. В течение этого времени Константин Константинович периодически посещал мастерскую художника, чтобы полюбоваться принадлежащим ему шедевром. Окончательно завершив работу над картиной, Куинджи зафиксировал на полотне не только год, но и точную дату этого события — 5 сентября 1880 года.

### Выставка одной картины

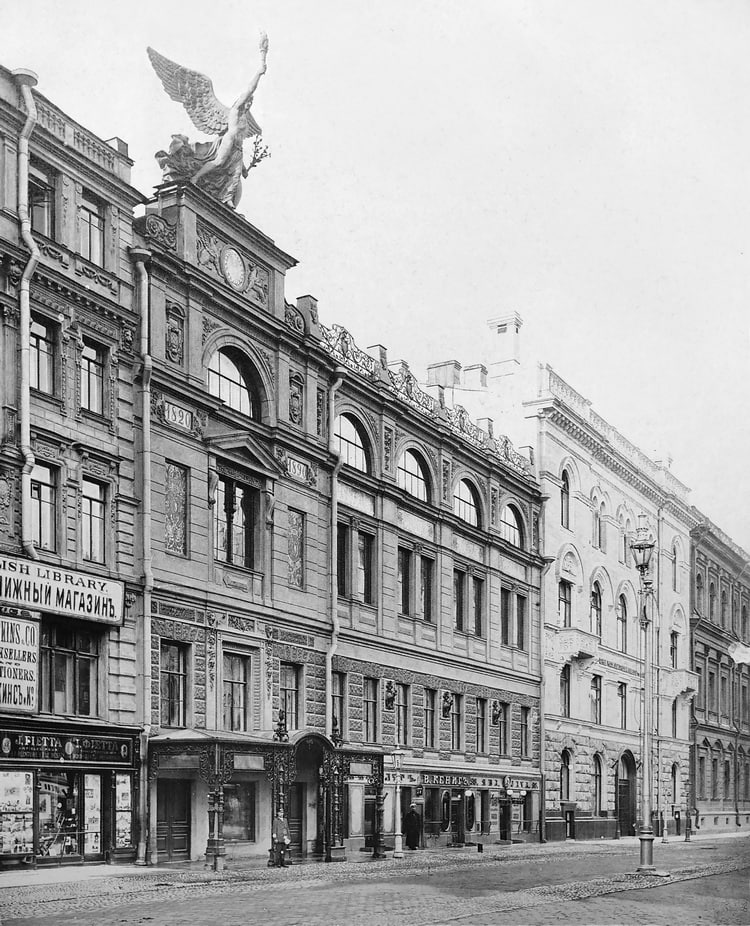
Здание Общества поощрения художников, в котором проходила выставка (фотография 1912 года)

В октябре — ноябре 1880 года в здании Общества поощрения художников (дом № 38 по Большой Морской улице в Санкт-Петербурге) проходила необычная экспозиция — это был первый случай в истории российского искусства, когда на выставке демонстрировалась единственная картина. По словам искусствоведа Дмитрия Сарабьянова, «сам по себе это был беспрецедентный факт, ибо вообще персональные выставки практиковались в то время редко, не говоря уж о выставке одной картины». Полотно «Лунная ночь на Днепре» экспонировалось в полутёмном зале, окна которого были задрапированы. По некоторым сведениям, художник решил завесить окна из-за отсветов, производимых красной стеной, расположенной на другой стороне улицы. При этом картина была освещена направленным на неё лучом света лампы. По словам искусствоведа Виталия Манина, «Куинджи использовал свойство тёплых цветов возгораться от лампового света, а холодных — поглощаться им». Кроме этого, от тех частей холста, где слой краски был нанесён рельефно (окна хаток, а также луна и лунная дорожка на воде), падающий луч света отражался сильнее, чем от более гладких светлых участков. Под действием электрического света это свойство обеспечивало эффект дополнительного высветления, а также приводило к появлению светящегося блеска. Искусствовед Ольга Атрощенко отмечала, что «подобную роль выполняли и гребни процарапанной сухой кистью лунной дорожки на воде», так что «разная степень отражения света на её приподнятых частях и в углублениях приумножала эффект светового мерцания и одновременно создавала иллюзию колебания водной глади». По её словам, «тёмные участки неба и земли заметно поглощали искусственный свет, усиливая глубину тона и способствуя эффекту бархатистости живописной поверхности».
Чтобы увидеть полотно, люди выстраивались в очередь, многие посещали выставку не по одному разу. Посетителей привлекала необычная реалистичность света на картине, многие высказывали предположения о необычных красках, использованных художником, а некоторые даже заглядывали за картину, пытаясь выяснить, не написана ли она на стекле и нет ли с обратной стороны какого-нибудь источника света. Кто-то из зрителей предлагал: «Интересно хорошенько рассмотреть в лупу: из каких красок составлен этот свет; кажется, и красок таких-то нет. Просто дьявольщина какая-то». Художник Илья Репин вспоминал, что творилось на Большой Морской улице во время выставки: «…непрерывная масса карет запружала всю улицу; длинным хвостом стояла публика и на лестнице, в ожидании впуска, и с улицы, в обе стороны тротуара; терпеливо и долго ждали целые массы, строго наблюдая порядок приближения к заветной двери, куда пускали только сериями, так как зрители могли бы задохнуться и задавиться от тесноты и недостатка воздуха». Крамской писал Репину: «Какую бурю восторгов поднял Куинджи! Вы, вероятно, уже слышали. Этакий молодец — прелесть».

### Морское путешествие
В конце 1880 года, после того, как выставка была завершена, великий князь Константин Константинович отправился в морское путешествие на фрегате «Герцог Эдинбургский», взяв с собой картину «Лунная ночь на Днепре». Решение великого князя не было спонтанным: ещё 31 октября он записал в своём дневнике: «В 3 ч. поехал… в город… в Общество поощрения художников, где выставлена моя картина Куинджи „Ночь на Днепре“, хочу взять её с собою в море». Сын Константина Константиновича, князь императорской крови Гавриил Константинович, в своих воспоминаниях отмечал, что Куинджи был категорически против нахождения картины на корабле, опасаясь за её сохранность в условиях повышенной влажности и испарений морской воды, которые могли оказать отрицательное влияние на колорит красок. Гавриил Константинович писал: «Узнав об этом, Куинджи собирался возбудить процесс, считая, что его знаменитая картина в плавании испортится. Но отец картину всё-таки взял, и никакого процесса не было».

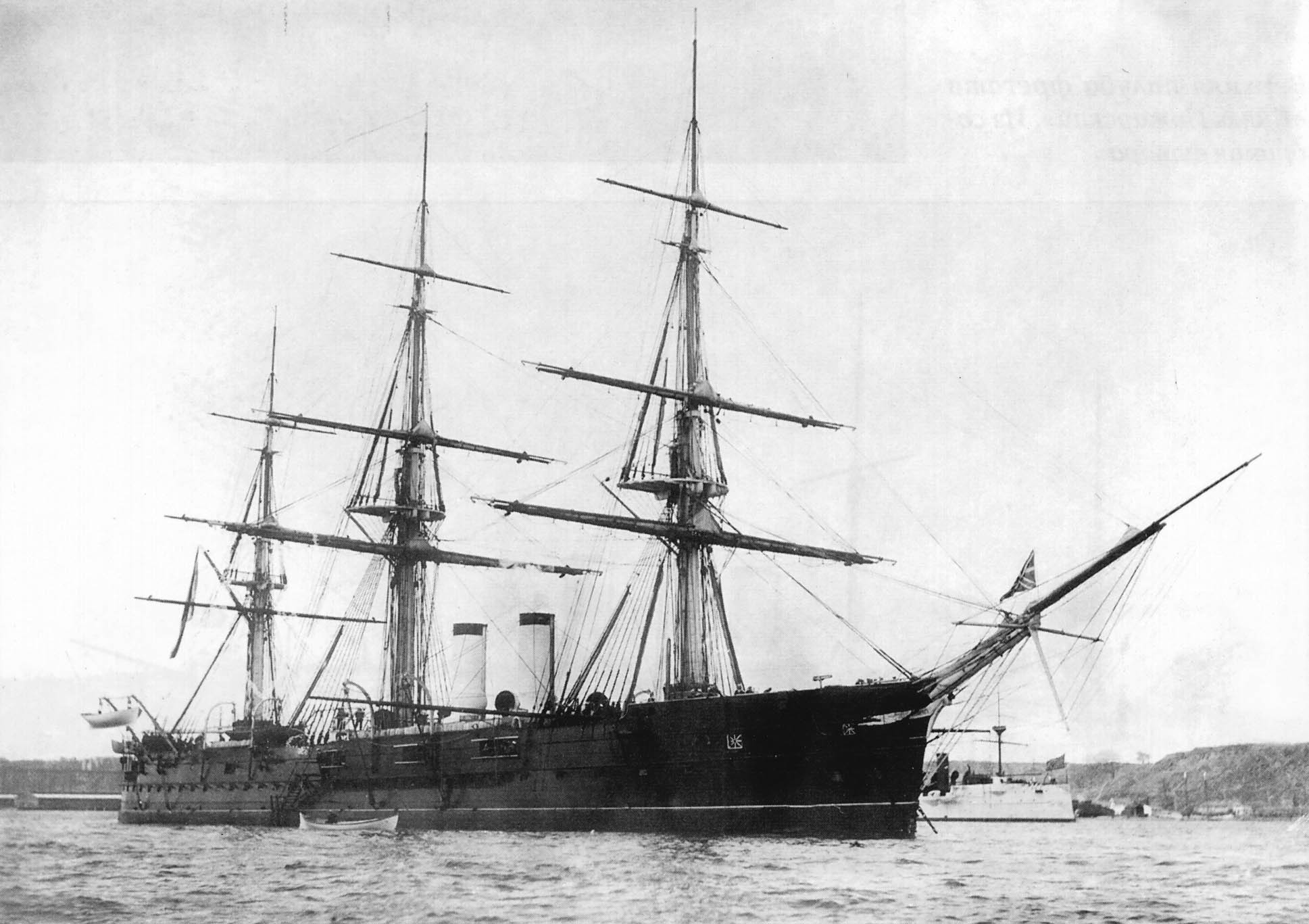
Фрегат «Герцог Эдинбургский», на котором картина совершила морское путешествие в 1880—1882 годах

О пагубном влиянии морского путешествия на состояние картины беспокоился не только её автор. В частности, встретив Константина Константиновича во Франции в декабре 1880 года, Иван Тургенев убедил его привезти картину из Шербура, где в то время находился фрегат, в Париж. В письме к Якову Полонскому от 10 (22) декабря 1880 года Тургенев писал: «Сюда приехала на несколько дней картина Куинджи — и мы постараемся показать её французам». Писателю удалось договориться об экспозиции картины в галерее Зедельмейера, где она выставлялась в течение десяти дней. Тургенев также надеялся уговорить великого князя оставить полотно на всё время его путешествия, но получил отказ. В письме к Дмитрию Григоровичу Тургенев писал: «Осталась бы картина в Париже — попала бы на Выставку — и грому было бы много — и медаль бы Куинджи получил. Да и кто мог ожидать, что такую большую вещь потащат с собой в морское путешествие». Под «Выставкой» подразумевался Парижский салон 1881 года, который открывался в мае во Дворце промышленности на Елисейских полях.
Не вняв уговорам Тургенева, великий князь Константин Константинович вместе с картиной продолжил путешествие на фрегате «Герцог Эдинбургский», который, покинув Шербур, вошёл в Средиземное море. В течение следующего года фрегат побывал в Алжире, Италии и Греции, а также останавливался на Мальте, в Триесте и Александрии. В мае 1881 года Константин Константинович вместе с присоединившимися к нему кузенами — великими князьями Сергеем Александровичем и Павлом Александровичем — совершил паломничество на Святую землю, в котором их сопровождал начальник Русской духовной миссии архимандрит Антонин. Когда «Герцог Эдинбургский» готовился к отплытию из Яффы, архимандрит зашёл на палубу фрегата, чтобы попрощаться с великими князьями, и имел возможность увидеть полотно «Ночь на Днепре». В своём дневнике (запись от 31 мая 1881 года) он так описывал этот эпизод: «Передаю вещи, любуясь великолепной картиной „Южной ночи“ художника Куинджи, принадлежащей великому князю Константину Константиновичу…». В августе того же года Константин Константинович побывал на Афоне, а в самом начале 1882 года, будучи в Египте, тяжело заболел воспалением лёгких и лечился сначала на Сицилии, а потом у сестры Ольги Константиновны в Афинах. Получив известие о том, что император Александр III удовлетворил его просьбу об увольнении с флотской службы, к середине 1882 года Константин Константинович вернулся в Россию.
Опасения подтвердились: за время путешествия полотно серьёзно пострадало. По рассказам самого́ Куинджи, после возвращения из плавания картина была во многих местах попорчена, на ней появились царапины. Константин Константинович попросил Куинджи отреставрировать полотно, и художник взялся за эту работу. Тем не менее полностью восстановить картину не удалось. В значительной мере это было связано с тем, что при создании полотна применялись краски, содержавшие битум, который темнел под воздействием яркого света и морского воздуха.

### Последующие события

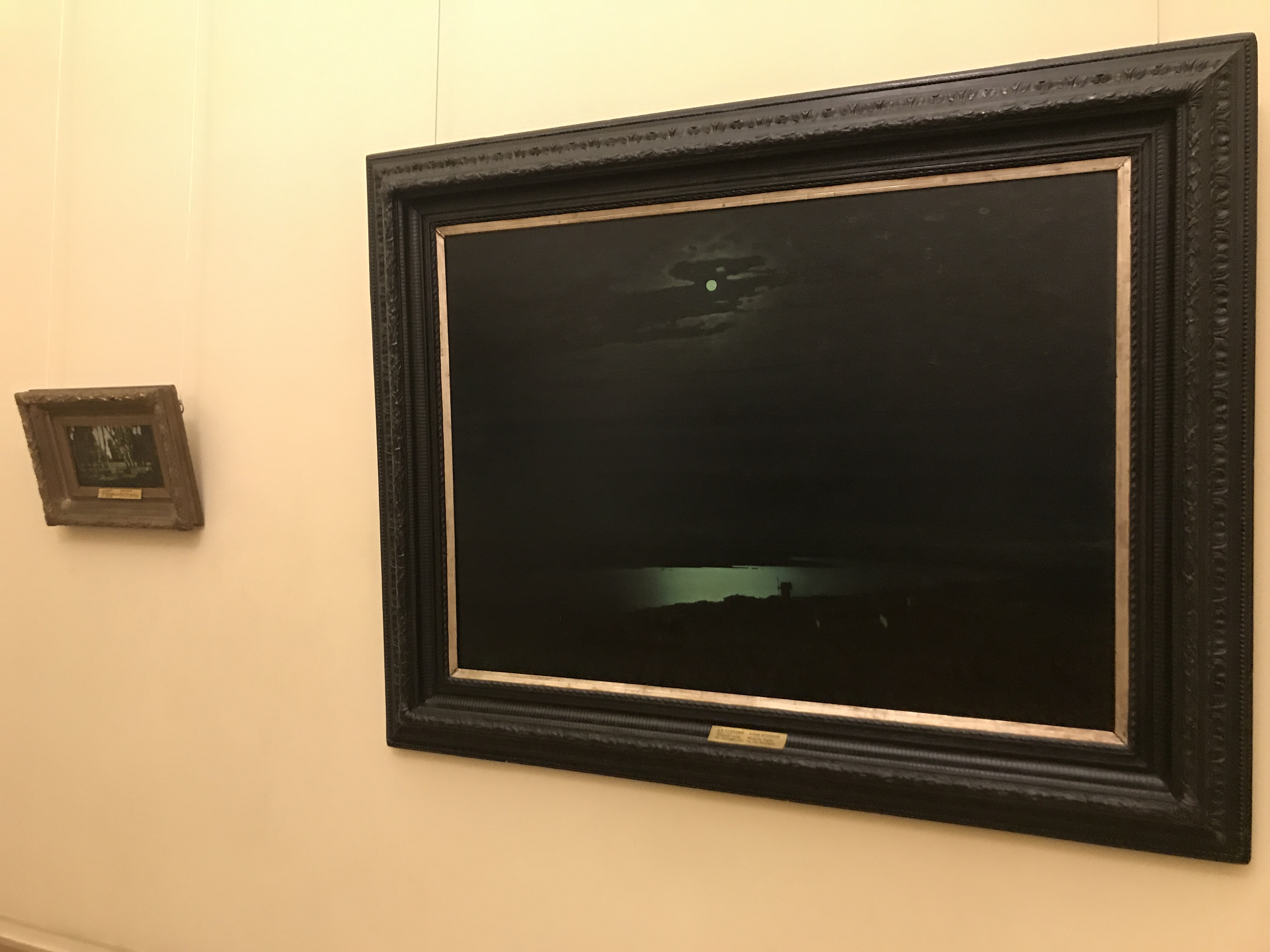
Картина «Лунная ночь на Днепре» в ГРМ

В 1882 году Куинджи устроил ещё одну персональную выставку, на которой экспонировались три картины: авторский вариант-повторение полотна «Ночь на Днепре» (возможно, тот, который ныне хранится в Государственной Третьяковской галерее), второй вариант картины «Берёзовая роща», а также новое произведение «Днепр утром» (ныне в ГТГ). Выставка проходила в доме Солодовникова на Кузнецком мосту. На этот раз все картины были показаны при дневном освещении. Эта выставка оказалась последней в творческой деятельности Куинджи: до конца своей жизни он продолжал создавать новые произведения, но не показывал их широкой публике.
Критик и публицист Михаил Неведомский, автор изданной в 1913 году биографии художника, писал, что после московской выставки 1882 года картина «Ночь на Днепре» также экспонировалась в Петербурге, а также отмечал, что «позднее, получив два заказа на повторения (по 5 тысяч рублей за каждое), Куинджи долго работал над ними, но так и не отдал их заказчикам: оба повторения остались в его мастерской и, вместе с остальными последними его произведениями, завещаны им в собственность Общества его имени». Кроме этого, Неведомский сообщал, что под личным руководством Куинджи «Лунная ночь на Днепре» была воспроизведена в олеографии, «разошедшейся в огромном количестве экземпляров».
После возвращения из морского путешествия полотно «Лунная ночь на Днепре» хранилось в собрании великого князя Константина Константиновича в Мраморном дворце. Сначала оно находилось в «Царской комнате» на втором этаже, а затем великий князь переместил его в свой кабинет — «Ореховую гостиную». В 1915 году, после смерти Константина Константиновича, Мраморный дворец перешёл к его сыновьям, «с предоставлением в пожизненное пользование вдове покойного». После революции в составе собрания Мраморного дворца картина перешла в Российскую академию истории материальной культуры (РАИМК; с 1926 года — Государственная академия истории материальной культуры, ГАИМК), а в 1928 году была передана в Государственный Русский музей. Полотно «Лунная ночь на Днепре» выставляется в зале № 35 Михайловского дворца, где также находятся картины «Ночное», «Дубы» и другие произведения Архипа Куинджи.

## Описание картины
На картине изображена летняя ночь. Широкая река — Днепр — спокойно течёт среди мягких по рельефу берегов. Тёмный небосвод, раскинувшийся над земной поверхностью, создаёт впечатление безграничности. Зеленоватая лента реки пересекает равнину, которая у горизонта сливается с тёмным небом, покрытым рядами лёгких облаков. В просвет, образовавшийся между облаками, светит полная луна, свет которой отражается на водной поверхности. Благодаря лунному сиянию на ближнем берегу реки видны невысокие хаты с мерцающими окнами, ведущие к реке тропинки, а также силуэт ветряной мельницы. Линия горизонта сильно опущена вниз, за счёт чего бо́льшую площадь картины занимает небо. Композиционное построение пейзажа выполнено с большой простотой и лаконичностью.
Важную роль в исполнении замысла художника играет колорит. Куинджи в основном использует два цвета — чёрный и фосфорический зелёный. Несмотря на такой лаконизм цветовой гаммы, колорит картины не производит впечатление однообразного или скучного. У чёрного цвета, который применялся при написании неба и равнины, практически невозможно найти одинаковые оттенки; точно так же нет их и у зелёного, использованного для передачи лунного света. При изображении равнины, раскинувшейся на дальнем берегу, по мере удаления от реки чёрный цвет становится всё глубже и глубже, почти сливаясь у самого горизонта с тоном ночного неба. Аналогичные переходы применяются при использовании зелёного цвета, меняющегося в отблесках лунного сияния.
В поисках эффектных сочетаний цветов Куинджи смело экспериментировал с красочными пигментами. В частности, он использовал краски с содержанием битума (или, как их ещё называли, «асфальтовые краски»), которые, как выяснилось впоследствии, разлагаются и темнеют под воздействием света и воздуха. По поводу «Лунной ночи на Днепре» такие предчувствия были у художника Ивана Крамского, высказавшего свои опасения в письме к издателю Алексею Суворину от 15 ноября 1880 года: «Меня занимает следующая мысль: долговечна ли та комбинация красок, которую открыл художник? Быть может, Куинджи соединял вместе <…> такие краски, которые находятся в природном антагонизме между собой и по истечении известного времени или потухнут или изменятся и разложатся до того, что потомки будут пожимать плечами в недоумении: от чего приходили в восторг добродушные зрители?»
Фрагменты картины «Лунная ночь на Днепре»
Впечатление пространственности усилено сопоставлением холодного серебристо-зелёного цвета и более тёплых тёмно-бурых тонов. Чтобы создать иллюзию глубины, Куинджи воспользовался тем, что более тёплые тона кажутся приближенными к глазу зрителя, а более холодные — отдалёнными от него. Для создания ощущения вибрации и загадочного мерцания художник использовал очень мелкие, почти штриховые тёмные мазки, нанося их на серебристые тона лунного сияния в небе и его отражения на поверхности реки. Даже те цветовые зоны дальнего плана, которые на первый взгляд кажутся «плоскими», в действительности представляют собой наложенные в несколько слоёв лессировки, способствующие «углублению» пространства. Ближний план, для которого не требуется создание иллюзии пространства, художник пишет эскизно, избегая лессировок, нанося лишь тонкий красочный слой, а кое-где и вовсе оставляя подмалёвок незакрашенным. Так же как и в «Берёзовой роще», в «Лунной ночи на Днепре» пространство картины «организуется световым потоком, струящимся в глубину картины». Такое построение было свойственно романтизму, и его можно было рассматривать как отход от принципов классицизма и реализма. По словам искусствоведа Виталия Манина, «Куинджи практически как бы претворял теоретические суждения романтиков о пространстве».

## Этюды и повторения
Полотно «Лунная ночь на Днепре» неоднократно повторялось и варьировалось Архипом Куинджи. Полноформатное повторение-вариант картины, под названием «Ночь на Днепре», хранится в Государственной Третьяковской галерее (холст, масло, 104 × 143 см, 1882, инв. 15129). Со времени создания и до смерти Куинджи это полотно хранилось в его мастерской. Затем, по завещанию художника, оно поступило в собственность Общества имени А. И. Куинджи. Полотно экспонировалось на посмертных выставках Куинджи, проходивших в 1913 году в Санкт-Петербурге и в 1914 году в Москве. С 1917 года оно находилось в Доме с атлантами на Солянке, в собрании А. Н. Ляпунова и Е. В. Ляпуновой, родителей известного математика А. А. Ляпунова (согласно сохранившимся документам, А. Н. Ляпунов приобрёл пейзаж у Общества имени Куинджи 20 ноября 1917 года). В 1930 году полотно было приобретено Третьяковской галереей у Е. В. Ляпуновой. Ранее эта картина считалась «неоконченным повторением». В каталоге, изданном в 2001 году, отмечается, что «нынешнее представление о степени завершённости произведения и имеющиеся различия в картинах позволяют считать произведение из собрания ГТГ повторением-вариантом».
Другие варианты-повторения полотна хранятся в Симферопольском художественном музее («Ночь на Днепре», холст, масло, 111 × 147 см, 1882), Астраханской картинной галерее имени П. М. Догадина («Ночь на Днепре», холст, масло, 110 × 146 см, 1882, поступил из коллекции Гучкова) и Национальном художественном музее Республики Беларусь («Ночь над Днепром», 1880-е). В Киевской картинной галерее (до 2017 года — Киевский музей русского искусства) есть вертикально-ориентированный вариант под названием «Ночь на Дону» (холст, масло, 165 × 115 см, 1882, инв. Ж-191) — он поступил туда из собрания общественного деятеля и коллекционера Фёдора Терещенко. Терещенко присматривался к этой картине, когда она была ещё в мастерской Куинджи; некоторое время сомневался, но всё же приобрёл её после обсуждения с Крамским.
В Государственной Третьяковской галерее также есть недатированное уменьшенное повторение-вариант картины «Ночь на Днепре» (дерево, масло, 19,5 × 24 см, инв. Ж-105, приобретено в 1960 году у московского коллекционера Г. П. Белякова), а в Государственном Русском музее — ещё один вариант под тем же названием (бумага на холсте, масло, 40 × 54 см, 1890-е, инв. Ж-1522, поступил в 1930 году из Общества имени А. И. Куинджи). По некоторым данным, один из авторских вариантов хранится в художественной коллекции музея Уралвагонзавода в Нижнем Тагиле.
|  |  |  |

Искусствовед Фаина Мальцева писала, что «нам неизвестны этюды и эскизы, написанные для этой картины, но их не могло не быть вовсе». В то же время известен по крайней мере один недатированный этюд под названием «Ночь на Днепре», хранящийся в Севастопольском художественном музее имени М. П. Крошицкого (бумага на фанере, масло, 22 × 33 см, инв. Ж-458, приобретён в 1952 году у Макарова, Симферополь).

## Отзывы и критика

### Отзывы современников
Художник Иван Крамской в письме к журналисту и издателю Алексею Суворину от 15 ноября 1880 года подробно рассказывал о впечатлении, произведённом на него картиной Куинджи, и писал, что «его „Ночь на Днепре“ вся наполнена действительным светом и воздухом, его река действительно совершает своё течение и небо — настоящее бездонное и глубокое». По словам Крамского, при первом знакомстве с полотном он «не мог отделаться от физиологического раздражения в глазу, как бы от действительного света», и это чувство возникало у него всякий раз, когда он опять видел картину, попутно принося «наслаждение ночью, фантастическим светом и воздухом». Сам Суворин тоже чрезвычайно высоко оценивал полотно Куинджи. Он писал, что «Ночь на Днепре» — это не просто движение живописи вперёд, а огромный скачок. Он отмечал «невиданное ещё нигде могущество красок» и волшебное впечатление, будто бы это не картина, а сама природа в миниатюре, перенесённая художником на полотно. По словам Суворина, в этом произведении всё выглядит, как в действительности: настоящая луна, которая действительно светит, и настоящая река, которая светится и блестит; так что, вглядываясь в эту рябь, зритель почти угадывает, в какую сторону несёт свои воды Днепр; «тени, полутени, огни, воздух, чуть заметный пар — всё это передано так, что удивляешься, как могли краски это передать».

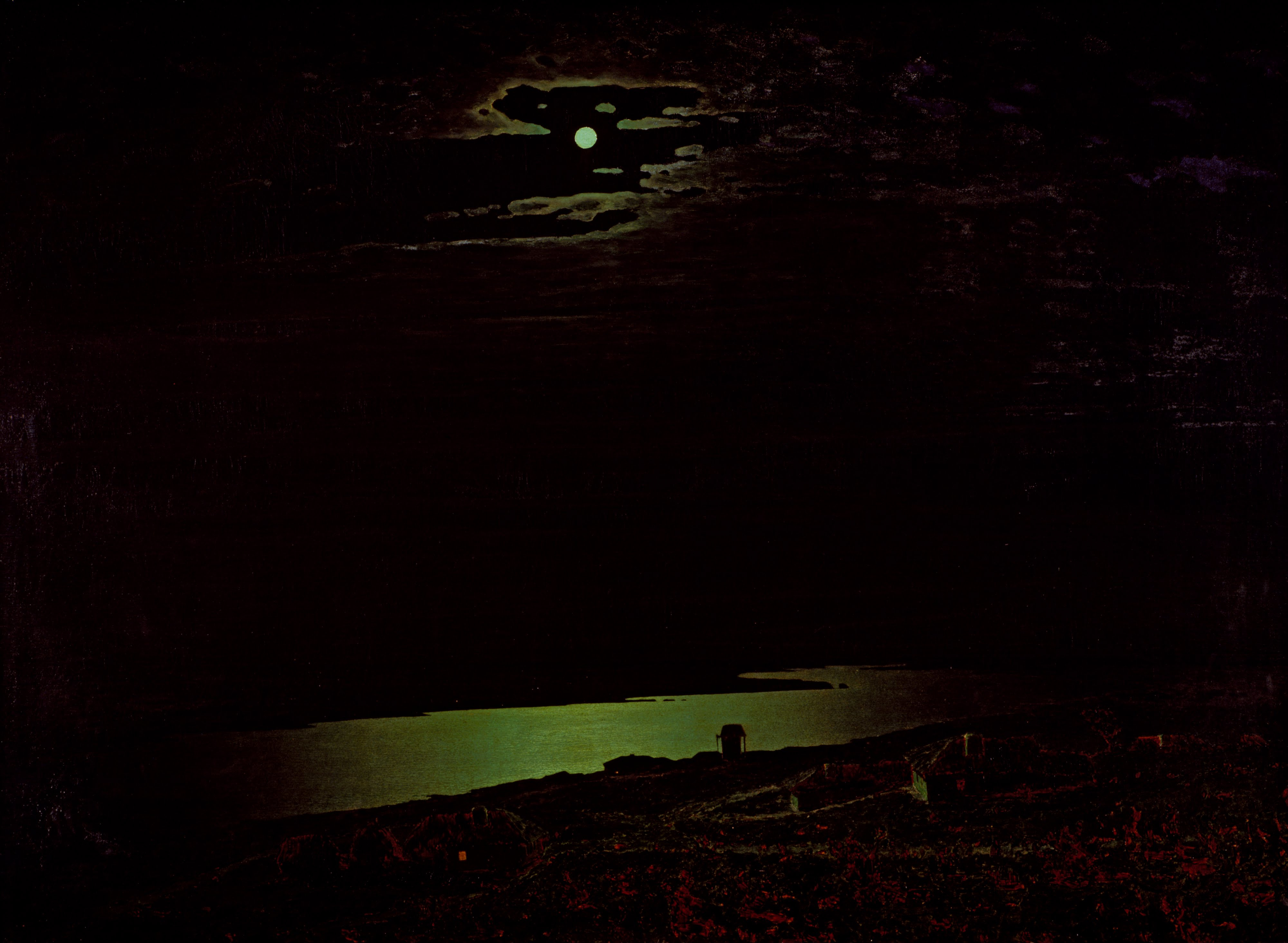
Ночь на Днепре (авторское повторение-вариант, холст, масло, 104 × 143 см, 1882, ГТГ)

Учёный-естествоиспытатель Дмитрий Менделеев изложил свои мысли о полотне «Лунная ночь на Днепре» в статье «Перед картиною А. И. Куинджи», опубликованной в номере петербургской газеты «Голос» от 13 ноября 1880 года. Картина Куинджи заинтересовала Менделеева ещё тогда, когда он в первый раз увидел её в мастерской художника, но написать о ней он собрался только после того, как его «с разных сторон» попросили об этом. По словам Менделеева, перед «Днепровской ночью» «забудется мечтатель, у художника невольно явится своя новая мысль об искусстве, поэт заговорит стихами, в мыслителе же родятся новые понятия — всякому она даст своё». В статье, посвящённой картине Куинджи, Менделеев также обсуждал более общий вопрос о связи между достижениями в области пейзажной живописи и прогрессом в естествознании.
Тем не менее среди множества восторженных мнений в прессе того времени попадались и критические отзывы. Например, философ, публицист и критик Николай Страхов, отдавая должное мастерству Куинджи и называя его картину истинным чудом, как по силе света, так и по «схваченным с изумительной верностью оттенкам неба, на протяжении между луной и горизонтом», полагал, что «свет луны слишком натурален, слишком бросается в глаза своей натуральностью и этим портит гармонию картины». Страхов отмечал, что, несмотря на яркий свет, исходящий от луны и освещающий облака и поверхность реки, «всё-таки и в этом отношении, в отношении освещения, картина, разумеется, не успела вполне подделаться под действительность». По его мнению, именно с этим была связана возникавшая у зрителей иллюзия, что это не настоящая картина, созданная маслом на холсте, а «писано на стекле и освещено сзади».
Несмотря на то, что картина «Лунная ночь на Днепре» экспонировалась в Париже только десять дней, она успела привлечь к себе внимание французских критиков. В частности, в рецензии, опубликованной в конце 1880 года в газете «La République française», Филипп Бюрти писал, что главный эффект полотна Куинджи состоит «в передаче, поистине чудесной, бледного и искрящегося света на водной поверхности, раздробленной и взволнованной течением». Критик отмечал, что, несмотря на то странное впечатление, которое возникает у зрителя при первом взгляде на картину, «мало-помалу воля художника вас покоряет и переносит вас в изображённую им местность». По словам Бюрти, «нисходящая градация света, который отчётливо бьёт только в стены хаток, расположенных по откосам берега; силуэты высокого репейника; тишина, царящая над огромным пространством, суровость голого, безлесого пейзажа — всё создаёт настроение меланхолическое и величавое, на редкость удачно выраженное».

### Отзывы искусствоведов XX и XXI веков
Обсуждая эффект, производимый картиной «Лунная ночь на Днепре» на зрителей, искусствовед Владислав Зименко называл его «совсем сверхъестественным». Он писал, что в этом произведении Куинджи сопоставил «великие стихии природы: землю и небо, свет и тень в таком едином созвучии, которого он ещё не находил раньше». По словам Зименко, то, как Куинджи изображает природу, выступающую «в фантастическом великолепии своего ночного убора», может сравниться только со словами Николая Гоголя: «Чуден Днепр при тихой погоде, когда вольно и плавно мчит сквозь леса и горы полные воды свои…».

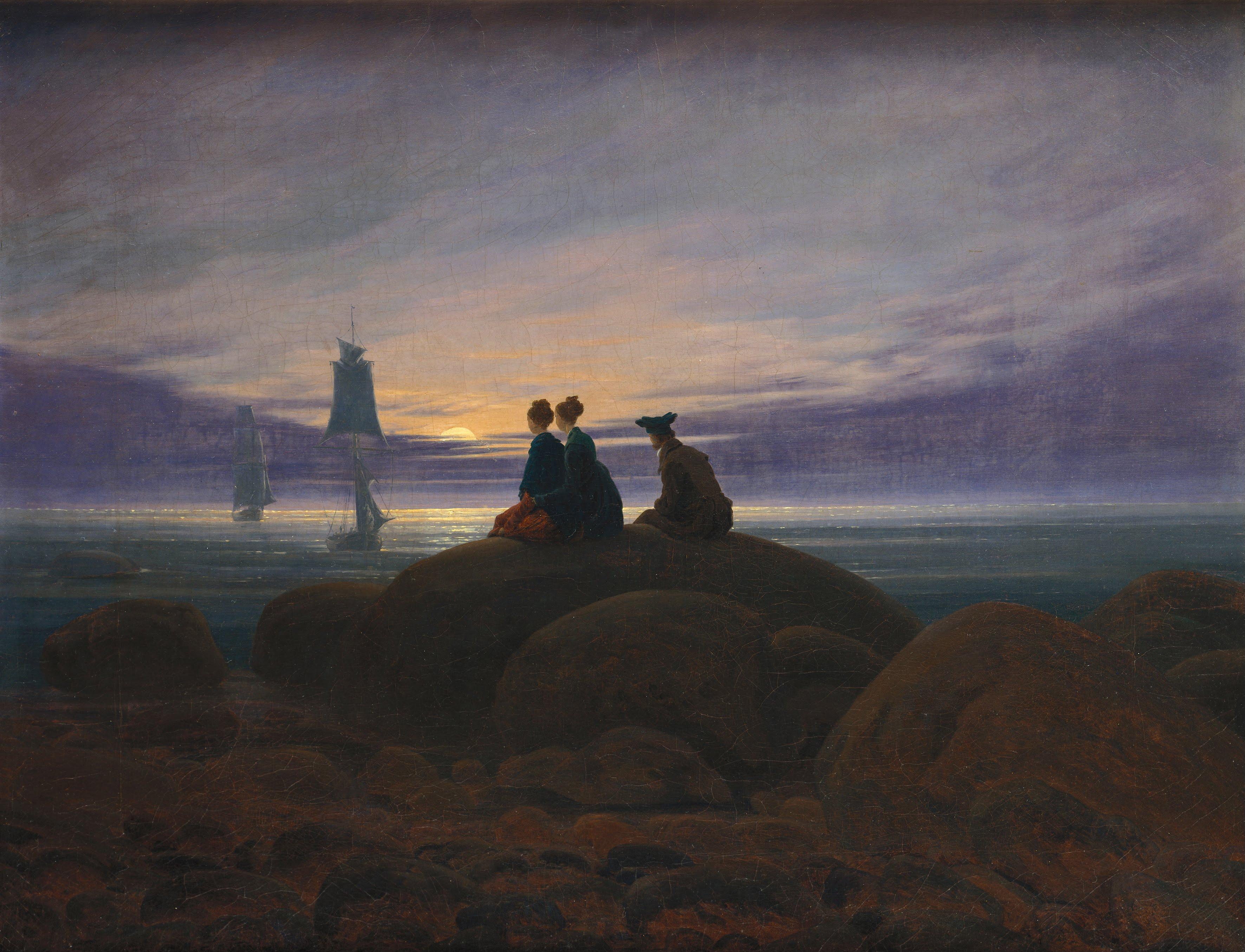
К. Д. Фридрих. Восход луны над морем (1822, Старая национальная галерея, Берлин)

Искусствовед Фаина Мальцева отмечала, что в картине «Лунная ночь на Днепре» удачей Куинджи может считаться не только «мастерски переданный эффект лунного света», но и живопись верхней части пейзажа, правдиво воссоздающая образ ночного неба, затянутого лёгкими перистыми облаками. По мнению Мальцевой, среди всех полотен Куинджи подобного творческого направления именно этот пейзаж «заслуженно принёс Куинджи полное торжество» — никогда ещё не достигал он «такой поэтической цельности в изображении пейзажа, такой согласованности в соподчинённости всех его элементов».
Обсуждая успех и популярность, сопутствующие картине «Лунная ночь на Днепре», искусствовед Виталий Манин сопоставлял творчество Куинджи и его немецкого предшественника Каспара Давида Фридриха, в произведениях которого «люди томятся, завороженные созерцанием магического лика природы». По мнению Манина, несмотря на кажущееся подобие интерпретации мироздания в полотнах Куинджи и Фридриха, это сходство является чисто внешним: в отличие от произведений Фридриха, в куинджиевской «Лунной ночи на Днепре» нет ничего магического. По словам Манина, «небесные пространства у Куинджи испытывают земное притяжение», а «магия завораживания относится не к мистическим силам небес, а к грандиозному реальному миру, перед которым человек испытывает удивление и восторг».

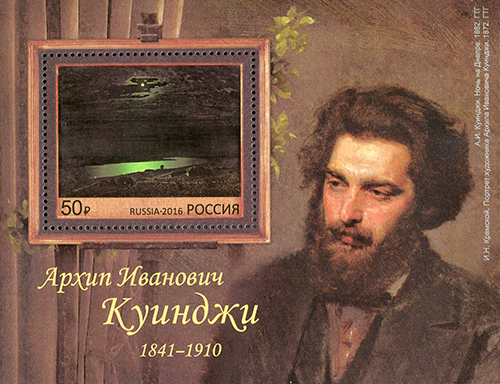
Картина «Ночь на Днепре» (1882, ГТГ) на почтовом блоке России 2016 года

Британско-американский славист и искусствовед Джон Эллис Боулт полагал, что Архипа Куинджи можно рассматривать как наиболее видного представителя русской школы люминизма, а его картину «Лунная ночь на Днепре» — как шедевр среди произведений живописи, основанных на световых эффектах. По словам Боулта, в «Лунной ночи на Днепре» Куинджи не отказался от основных стилистических принципов написанной годом ранее «Берёзовой рощи» (таких как фокусирование на центре полотна и быстрая смена тонов), но при этом осуществил радикальное изменение построения пространства картины, изобразив вид с высоты птичьего полёта. Позднее он использовал аналогичное построение в ряде других полотен.
Искусствовед Ирина Шувалова называла «Лунную ночь на Днепре» самой прославленной картиной Куинджи, крупнейшим творческим достижением художника и, несмотря на потускневшие краски, «одним из украшений экспозиции Русского музея». По её словам, в этом полотне художник достиг «до иллюзорности верного и фантастического эффекта освещения», в результате чего ему удалось создать впечатление реальности лунного света, как на небосводе с грядами облаков, так и на чуть колеблющейся поверхности спокойно текущей реки. Шувалова отмечала точность найденных художником образных средств: «декоративных цветовых пятен, их контрастов, модуляции света, пространственного разворота композиции».